# Libració (molècula)
|  | No s'ha de confondre amb Libració. |

Molècula diatòmica en libració

La libració (del llatí librare, 'equilibrar', 'balancejar'; cf. «lliura», bàscula) és un tipus de moviment alternantiu en el qual un objecte, amb una orientació gairebé fixa, en repetides ocasions gira una mica cap enrere i cap endavant. En física i química, una molècula (o un altre grup d'àtoms) se sotmeten a la libració si està subjecta a forces externes o limitacions que restringeixen la seva orientació.
Per exemple, en aigua líquida, qualsevol molècula d'aigua donada és atreta a les molècules veïnes, de manera que té una orientació preferida i no pot girar lliurement; per descomptat, amb el temps, les molècules veïnes es mouen i prefereixen canvis d'orientació. No obstant això, es pot sotmetre a moviments libracionals, que són mesurables en un espectre d'absorció d'infrarojos i contribuir a l'estrenyiment dinàmic sobre els altres pics, per exemple l'estirament del grup hidroxil (OH).
Un altre exemple és un cristall molecular; cada unitat molecular té una orientació preferida a causa de les interaccions amb les molècules properes, però tenen maneres libracionals corresponents a petites rotacions al voltant d'aquesta orientació preferida.